# 老圍 (荃灣)

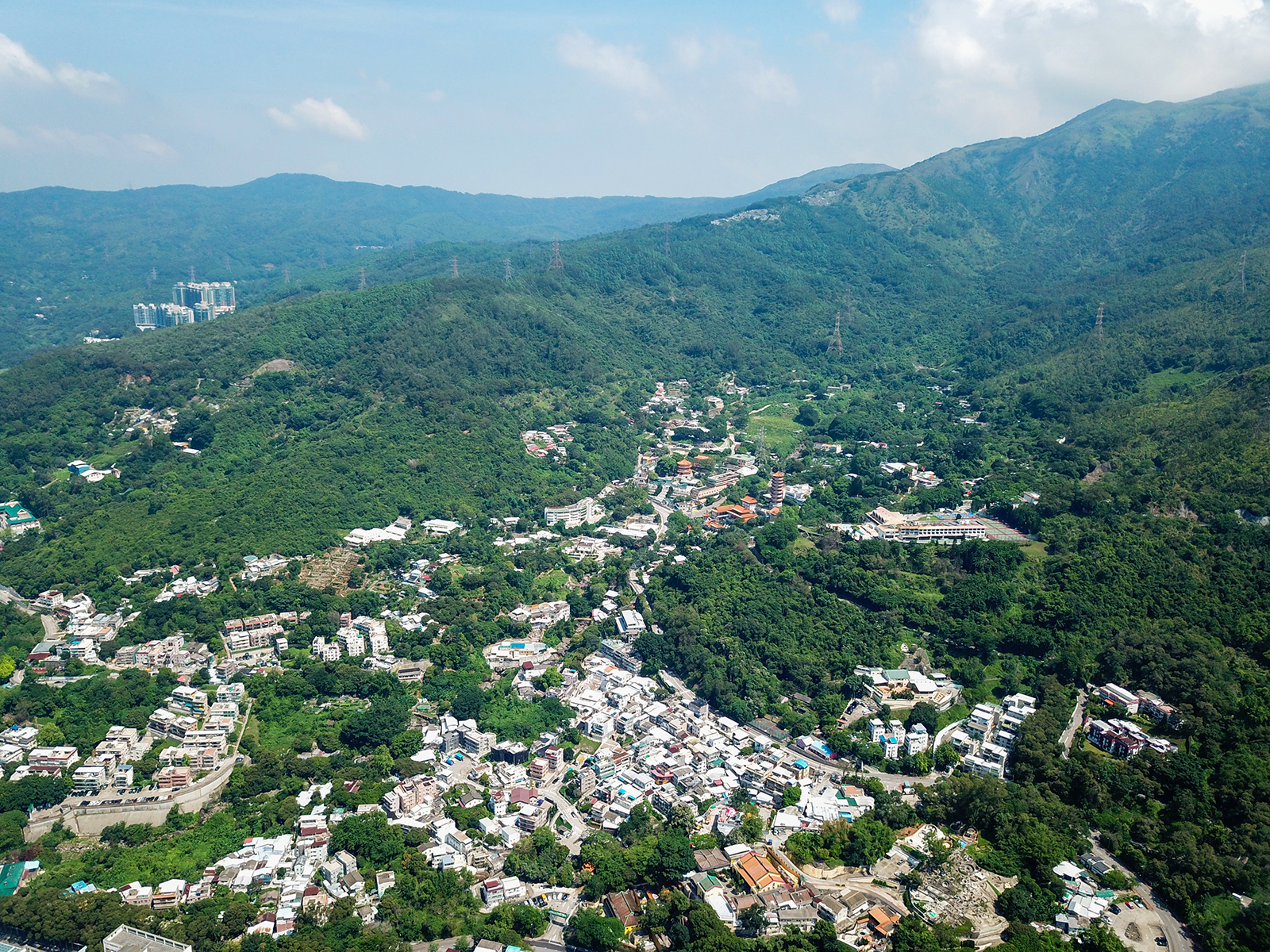
航拍荃灣老圍

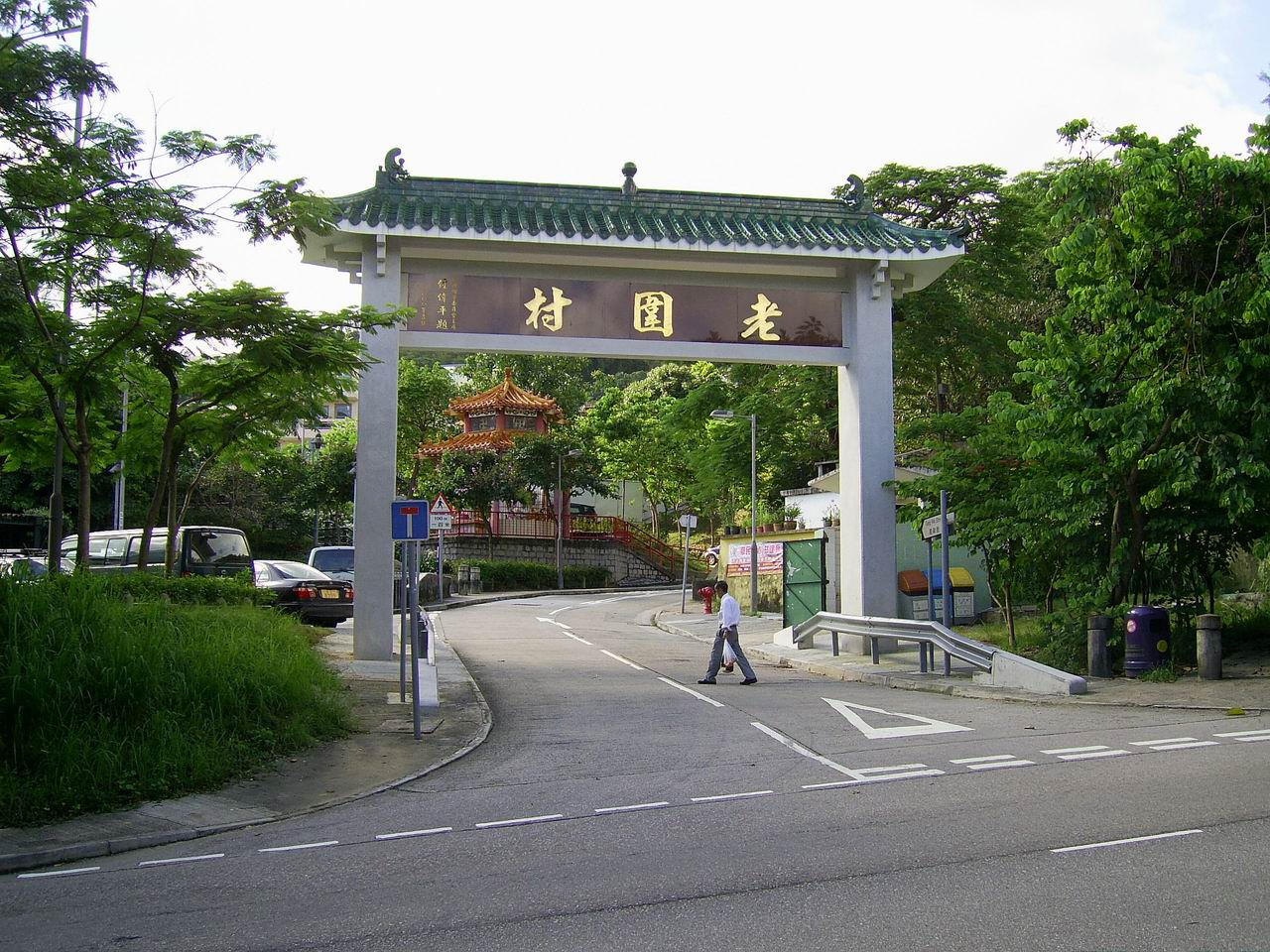
荃灣老圍村

老圍（英語：Lo Wai），原名淺灣圍，是香港的一個山地，位於新界荃灣區的東北部。
坐落於老圍路以南的老圍村於1669年落成，是荃灣最古老的村落之一。村莊背倚顯達鄉村俱樂部和城門水塘植林區，可遙望石圍角、城門谷及綠楊新邨一帶。村內居民有2,000多人，平房排列有序，多是古樸的瓦頂磚屋，亦有現代化的三層式村屋，洋溢著平靜簡樸的人文氣息。
此外，老圍廟宇林立，有數十間佛、道、儒家寺廟，如著名的西方寺、圓玄學院、東普陀講寺及荃灣龍母廟等，還有全港唯一的藏傳佛教寺廟，所以在區內到處都可見到僧人。

## 歷史
老圍村於清朝初年復界以後最早於荃灣一帶建立的村落，當地人稱為「舊村」，於康熙八年（1669年）由曾、張、黃、許、鄧五姓人建成，其中以張姓一族人數最多。老圍村初立時曾建有圍牆防禦海盜，村內的房屋以行列的形式建立，同一姓的村民建立在同一列的房屋，稱為「排屋」。
老圍張氏家祠
老圍建立初時，五姓村民分別建有5間祠堂，但在年久失修下先後倒塌，現在只剩下張氏家祠。約建於100年以前，為3進式的建築，於1990年重修時，只剩下2進，前進是門廳，後進是正廳，後進較前進稍高，採用「四扇門」的建築形式。張氏家祠曾設立私塾，名為「翠屏書室」，並聘請八鄉秀才鄧元杰任教。
老圍村牌坊
老圍村初立，各家以務農販薪為活，以村路連接荃灣墟市，謹以「老圍村」作為路名。圓玄學院有見及此，捐助一座鐵架牌樓作為路標。由於風雨經年，於2007年圓玄學院再撥資重建新牌坊。
老圍公立學校
村口的老圍公立學校曾作為電視劇《京華春夢》拍攝場地，現已停辦。其旁為「同和社」、老圍村公所及香港聖公會麥理浩夫人中心鄰舍層面社區發展部。

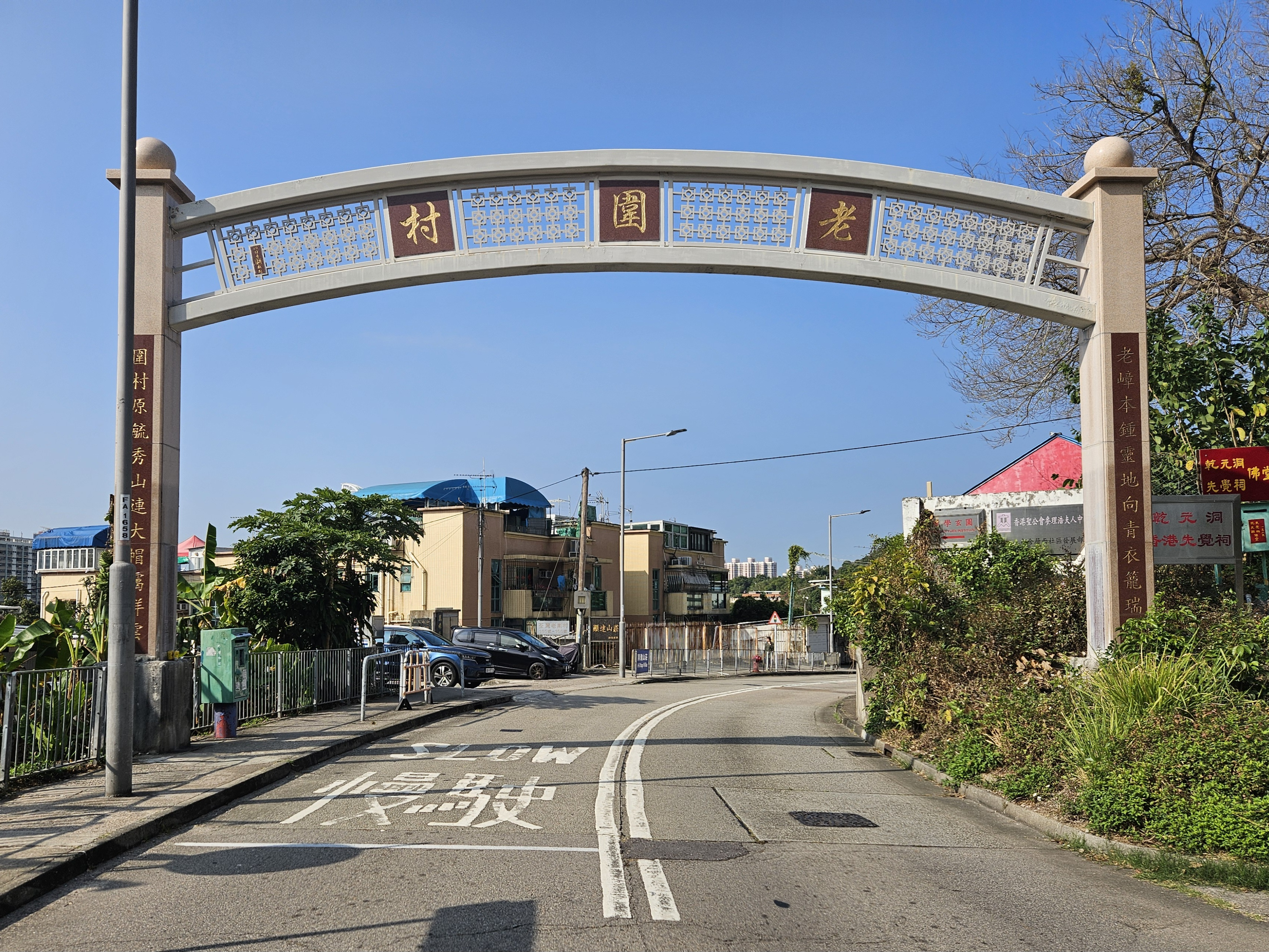
老圍村牌坊
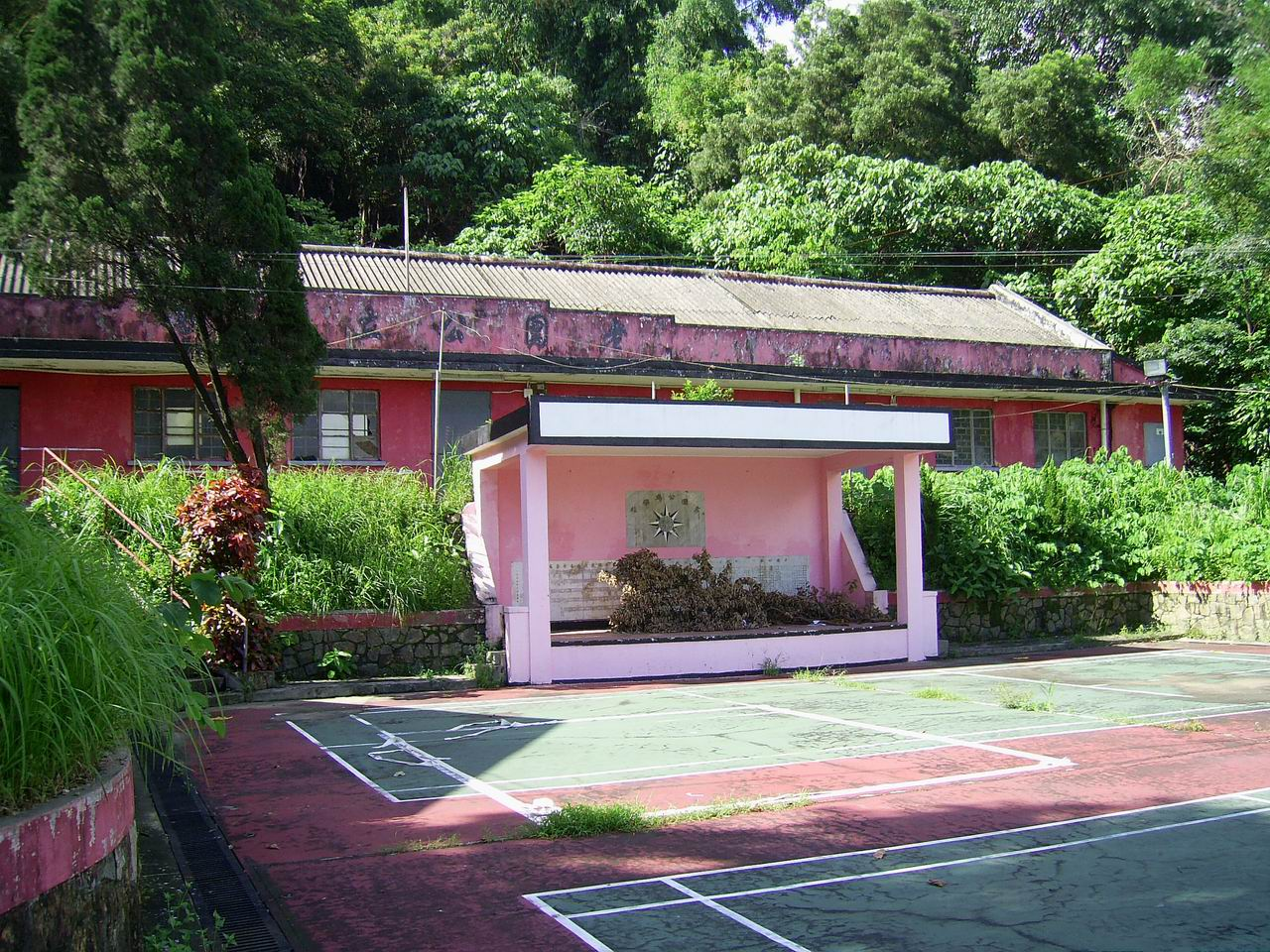
老圍公立學校
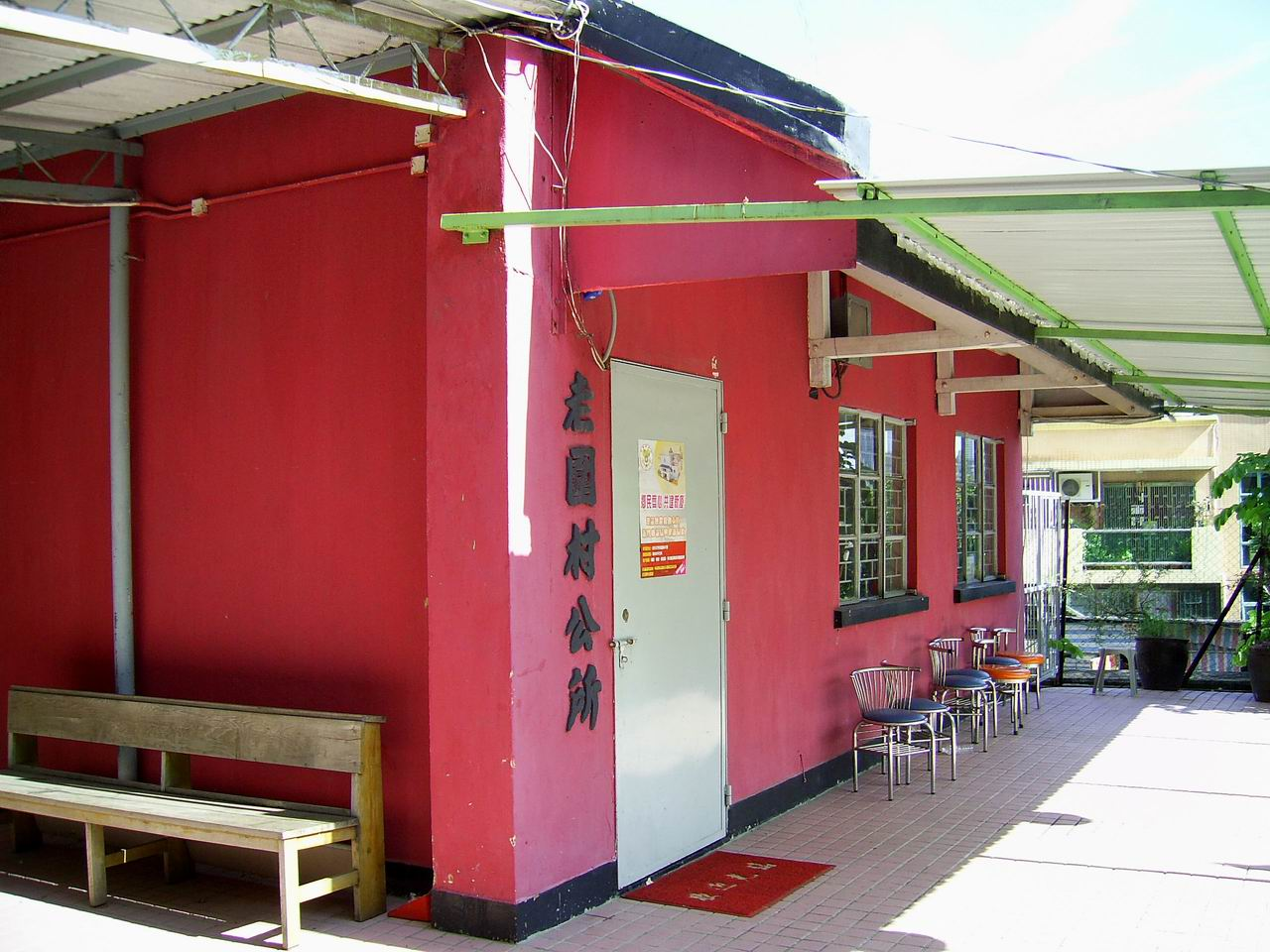
老圍村公所
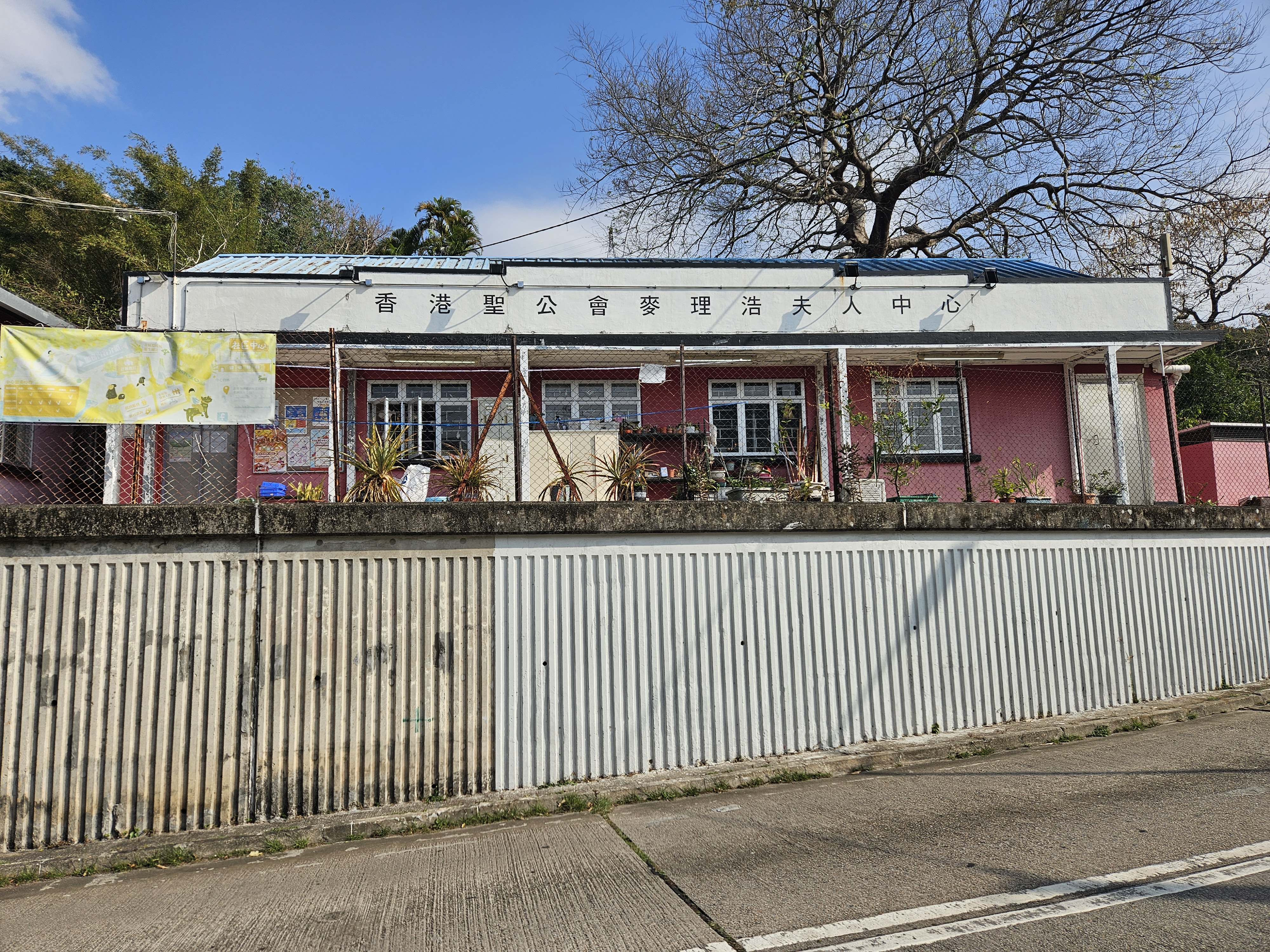
香港聖公會麥理浩夫人中心

## 鄰近景點

### 東普陀講寺
東普陀為荃灣區最早建立的著名佛寺之一，位於新界荃灣千佛山山麓的老圍村口，於1930年由茂峰法師創建，1932年落成，佈局乃仿照浙江普陀寺而建，因寺院四周一帶景物與東粵名山的普陀山相近，命名為東普陀，設道場弘法講經，又名東普陀講寺。該寺又出版佛教書籍，內有藏書堂，藏書無數，故有佛門書齋之稱。
東普陀講寺早期以三大聞名，乃「佛大」、「鼎大」及「鑊大」。寺院主殿為「圓通寶殿」，內主奉觀音金身巨像，背後供有一尊千年古觀音；殿前立有重300餘斤的大鼎，為罕有的法器文物；廚中置有一大鐵鑊，可見院內僧人之眾。
茂峰法師乃廣西博白人，生於光緒14年（1888年），28歲出家，29歲在南京寶華山慧居寺（今隆昌寺）受戒，曾於肇慶鼎湖山慶雲寺、南京寶華山慧居寺、寧波觀宗寺習講，得諦閑老和尚器重，留學數年，成績卓著。1924年應邀往台灣基隆靈泉寺講經弘法3年，皈依者逾萬之眾，其間機緣下被日本天皇悉訊而獲御賜「金燦五衣」一件，傳誦佛界。1927年自台來港弘法，1929年途經老圍村時，見風貌氣象與浙江普陀山相若，因而集資購地建寺，命名為東普陀，把千石山改名為千佛山，而寺旁的大水坑則更名為三疊潭。

### 圓玄學院
坐落於荃灣三疊潭的圓玄學院，始建於1950年，宣揚儒、佛、道三教的信義之外，更同時發揚孝義、尊師重道、忠心、忠誠、遵守禮節、公義、誠信和廉恥這八項美德，並致力推廣社會服務。在圓玄學院，善信可以參神祈福，又可以到展館去參觀。院內有多個特色景點，包括一座仿製的「北京天壇」，以及展示了中國十二生肖天然岩石的「雅石館」。學院內有一優雅寧靜的齋堂，您可以在這裡一嚐清淡可口的素食；而每年春天，圓玄學院又會舉辦園藝展。

### 香海慈航

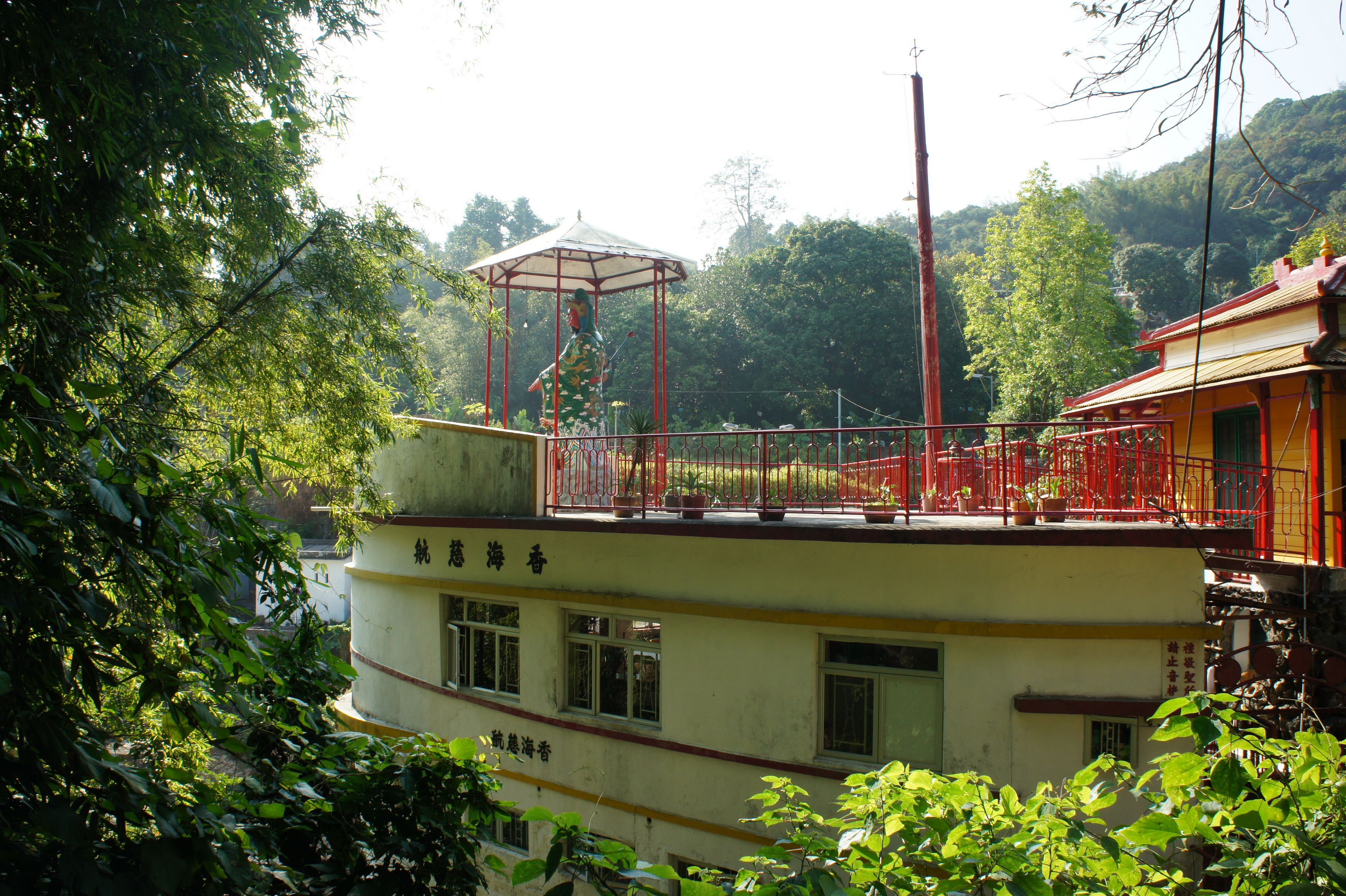
香海慈航

建於1960年的「香海慈航」是香港極罕見的船型廟宇，外形參照來往南中國海的漁船，船頭的關公像雄赳赳守護「領航」，船尾則有觀音普渡眾生，造型既莊嚴又特別。
廟旁有條雲連橋，橋下是川流不息的溪澗，可能是冬季天氣乾燥的緣故，溪水不是太多，涓涓流下；攝影愛好者於此可過足癮，拍出幽靜氣氛的照片。離開香海慈航再往前走，又看到另一小小的寺廟「潮音淨院」，廟旁的桂花散發幽香，想不到佛門之地，除了燒燭香，竟還有花香陣陣。

### 西方寺
西方寺始建於1970年，1973年落成。全寺面積約14萬平方呎，有著仿中國宮殿式的建築，巍峨雄偉，莊嚴壯麗。不但如此，西方寺由於背靠大帽山，前臨三疊潭，更是溪水長流，擁有優美的大自然風光。寺廟於1991年更增建圖書館，古今佛學典籍齊備，可供遊客及市民閱讀。
由於僧俗二眾日漸增多，寺院原有建築物規模已不敷應用，加上陳舊損耗，1999年決定進行重建，2003年竣工。

### 龍母佛堂（龍母廟）
龍母廟位於老圍附近的上角山，遊客或善信到訪都要在西方寺的路口，走上一段斜坡，才能到達山頂找到該佛寺。龍母廟雖然位處偏僻，但每逢時節都必定擠得水泄不通，拜神祈福動輒要用上2至3小時，而平日亦有不少善信專程到此排隊解籤。

### 老圍城隍爺廟
老圍城隍爺廟位於老圍龍母廟旁邊，廟內有城隍，旁邊有水仙爺爺廟、石敢當和土地廟。

### 老圍廣東都城隍廟
老圍廣東都城隍廟，位於荃灣龍母廟旁邊，廟內有城隍、玄壇殿和十王殿。

### 三疊潭
三疊潭又可分上、中、下游三部份。顧名思義該石澗分為三層湖泊的溪澗，因內有三個水潭而得名三疊潭，並附有小瀑布，樹木扶疏，掩映山澗，景色秀麗。三疊潭頗為寬闊，潭畔兩旁之間的山坡村莊，村民為方便來往，由上而下分別建有多條石橋橫跨石澗，最著名為中游處連接香海慈航廟宇的《雲連橋》，橋上張望，山巒青翠，一片寧靜祥和，景致相當優美。
在1950至1980年代，三疊潭是香港著名的旅遊勝地，夏季暑熱時更是市區人士郊遊及嬉水的好地點，當中有兩個頗深可供跳水的水潭特別受歡迎。於雨季時該石澗水流量豐富，水流急速，因某位置水流陰深，故附近的巨石旁豎有水深量度尺，指引遊人不宜流連該處及嬉水。
三疊潭後來因慕名而至的遊人日漸增多，水質受污染，導致已不適合嬉水和游泳。其後加上因半山的引水道增建水壩，將所截流水引入城門水塘，令三疊潭好景不再。現今三疊潭中游仍留水量尺標示物和題字，舊式小橋伴著流水淙淙，澗旁村民炊煙裊裊，綠樹成蔭，景致如畫，再遊走千佛山一帶的佛廟寺院，早晚梵音靜聽，身心超群脫俗。三疊潭成為緬懷昔日勝景的好地方。

### 賽馬會老圍中藥園
香港聖公會麥理浩夫人中心於2010年在香港賽馬會慈善信託基金的資助下開展賽馬會老圍中藥園計劃，本著推廣社區健康的宗旨，提供多元化的活動，藉以增強社區人士對中藥知識的認知。賽馬會老圍中藥園(簡稱中藥園)位於荃灣老圍村，毗鄰石園角村，佔地愈10,000平方呎，為全港首個由社會福利機構營運的中藥園，種植了超過300種的中草藥，平日開放予市民免費參觀。中藥園是一個集培訓及教育於一身的計劃，透過中藥就業培訓及教育活動，向市民推廣中藥應用概念和知識。
賽馬會老圍中藥園所在地原為一荒廢農地，長滿野草，附近居民長期受蚊患及蟲害困擾，香港聖公會麥理浩夫人中心後來向政府申請該土地發展成中藥園，一方面善用鄉郊土地資源作為公眾教育場所，同時為老圍村居民解決了長期面對的環境衛生問題。

## 壁畫創作

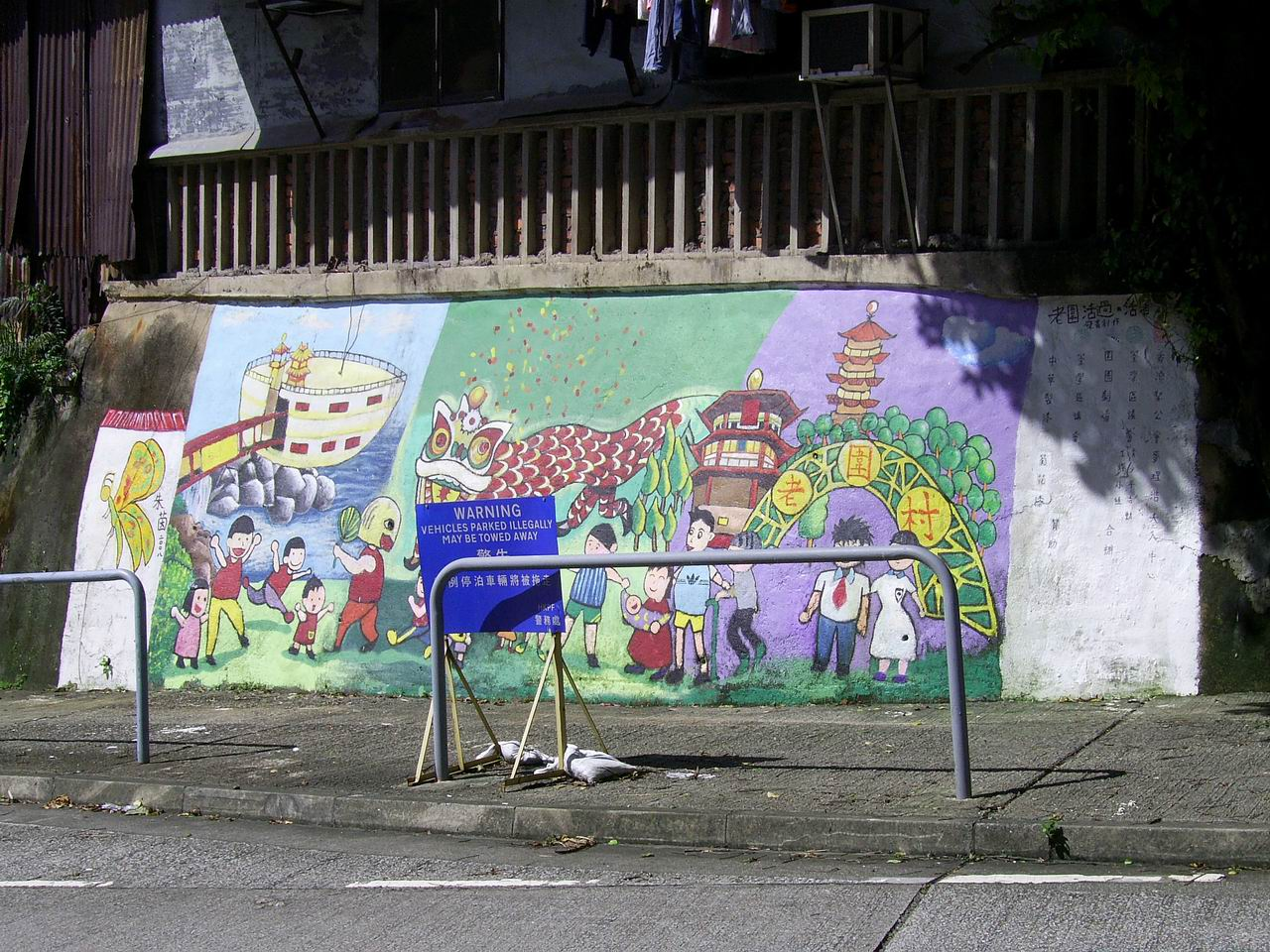
其中一幅壁畫

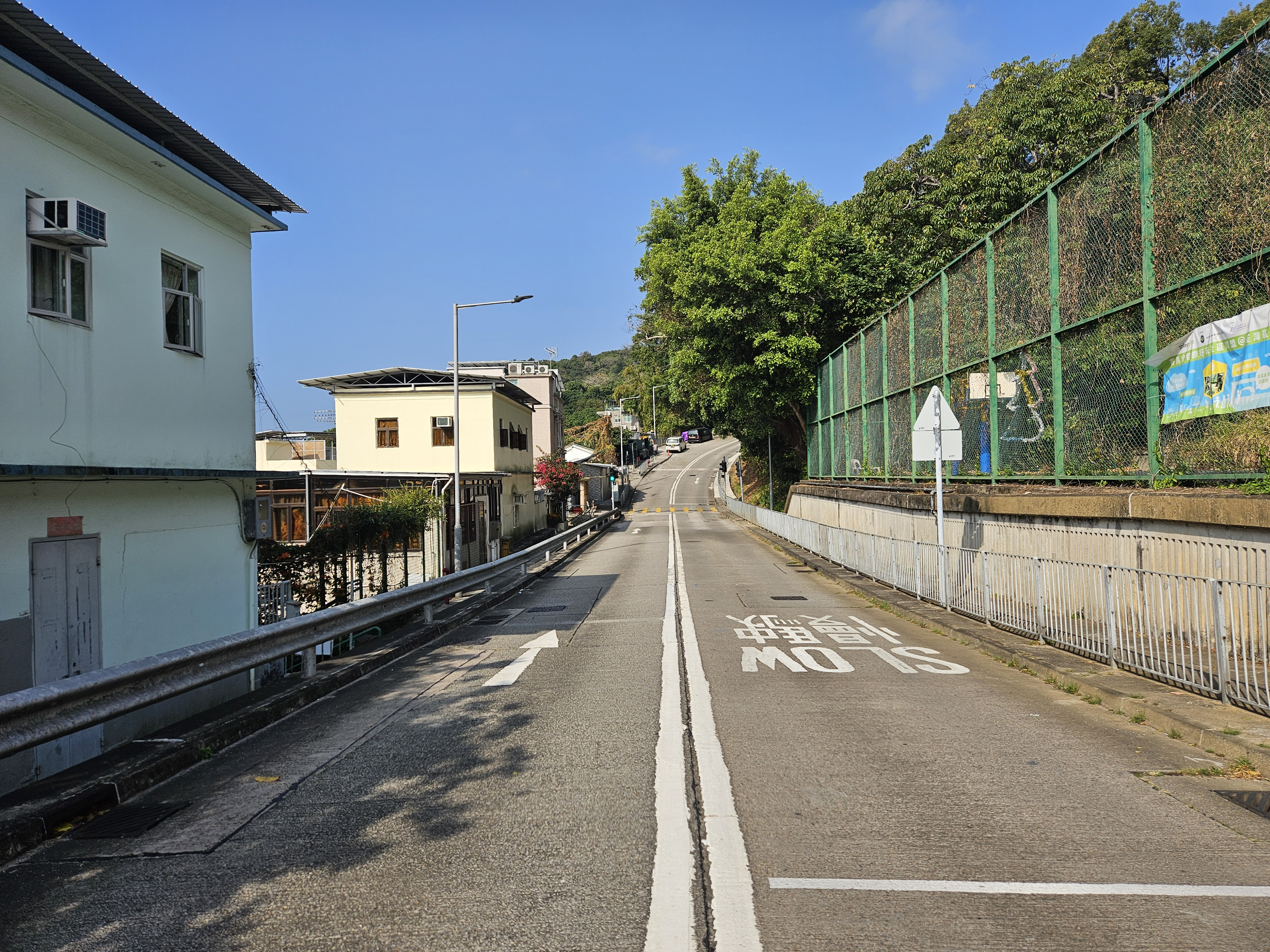
老圍路

隨著城市發展，部分村民遷出市區居住，老圍村僅剩下約2,000名居民，而村內古舊建築面貌，亦逐漸被新建現代化的三層式村屋取代，圍村色彩日漸淡化。2007年香港聖公會麥理浩夫人中心及圍圈劇場舉辦「老圍活過．活著壁畫創作」活動，由村口牌坊至山上小巴總站一段長達500米的老圍路兩旁，包括防土牆、石柱、圍欄、地面以及向公路的外牆，加上村民讓出樓房及商舖外牆，讓村內小孩及外來藝術家，過百人攜手合作根據老圍外貌、故事創作壁畫，繪出老圍村的集體回憶，以壁畫創作保存荃灣老圍歷史風貌。

## 外部連結
- 「老圍─借藝術發掘歷史」天堂與地獄：香港藝術的城市觀察之一，梁寶著，香港獨立媒體專欄，2007年3月3日
- 由壁畫到生活 荃灣老圍村[永久]
- 荃灣老圍路興記士多壁畫-Ying Fat's Mural